# Mesoproctus rowlandi
Espèce
Mesoproctus rowlandi est une espèce fossile d'uropyges de la famille des Thelyphonidae.

## Distribution
Cette espèce a été découverte dans la formation Crato dans l'État du Ceará au Brésil. Elle date du Crétacé inférieur, de l'Aptien soit il y a entre 121,4 ± 0,6 et 113,2 ± 0,3 Ma (millions d'années),.

## Description
L'holotype mesure 23,5 mm.

## Systématique et taxinomie
Cette espèce a été décrite par Dunlop en 1998.

## Étymologie
Cette espèce est nommée en l'honneur de J. Mark Rowland.

## Publication originale
- Dunlop, 1998 : « A fossil whipscorpion from the Lower Cretaceous of Brazil. » The Journal of Arachnology, vol. 26, no 3, p. 291-295 (texte original) (en).